# Переселение пуритан в Северную Америку
Переселение пуритан в Северную Америку — массовая эмиграция последователей пуританизма из Англии в Северную Америку в 1620—1640 годах. Переселение было вызвано религиозными, политическими и экономическими причинами.
Английские пуритане придерживались идеи о своей исключительности, они считали себя «народом, избранным Богом». Своё переселение они обосновывали различными причинами. В частности, эмиграция описывалась как служение (заселение пустующих земель, распространение христианства, установление новой пуританской церкви). Губернатор Джон Уинтроп в своей проповеди «Модель христианского милосердия»  говорил об исключительности переселенцев, по его словам, они заключили с Богом ковенант (договор), чтобы нести служение. Уинтроп охарактеризовал новое сообщество библейской метафорой «Град на холме» (позднее эту фразу стали увязывать с идеей американской исключительности). В трудах ряда пуританских авторов английское общество рассматривалось как развращённое и греховное, откуда следовало бежать, чтобы спасти себя и своих детей. Часть пуритан хотела улучшить своё экономическое положение.
В 1620 году корабль «Мейфлауэр» добрался до мыса Кейп-Код, где поселенцы численностью около 100 человек, известные позднее как «отцы-пилигримы», основали колонию Новый Плимут. В 1628 году в район Массачусетского залива прибыла группа поселенцев, основавших город Сейлем (прославившийся позднее как место пуританской «охоты за ведьмами»), в 1629 году сюда прибыло триста человек, в 1630 году — ещё семьсот. К 1632 году население колонии достигло двух тысяч человек. Колония Массачусетс положила начало поселениям Новой Англии, на основе которых возникли колонии Род-Айленд, Коннектикут, Нью-Хейвен, Вермонт, Мэн и Нью-Гэмпшир.